# Bandeira da Líbia
A bandeira da Líbia é uma bandeira tricolor composta por três faixas horizontais, sendo vermelha a superior, preta a central e verde a inferior. No centro da faixa preta, de proporção maior que as outras, aparecem uma lua crescente e uma estrela de cinco pontas, ambas de cor branca. A bandeira foi desenhada em 1950 por Omar Faiek Shennib, um amigo do rei Idris I da Líbia, e adotada pela primeira vez em 1951, ano de independência do país. Em 1969, com o fim da monarquia da Líbia, a bandeira caiu em desuso. Porém, com a Primavera Árabe em 2011, esta bandeira foi adotada pelo grupo opositor do coronel Muammar al-Gaddafi, e, com a queda de Trípoli na oposição em Agosto desse ano, se tornou a bandeira da Líbia novamente. As três cores das faixas representam as três regiões históricas da Líbia: vermelha por Fezã, preta por Cirenaica, e verde por Tripolitânia. A cor branca da lua e da estrela formam as cores pan-árabes.

## Antigas bandeiras líbias

### 1951–1969
Adotada em 1951, foi a primeira bandeira da Líbia, após se tornar independente da Itália. Voltou a ser usada em 2011, depois da Primavera Árabe.

### 1969–1972
Em 1969, muda o nome oficial da Líbia para Al-Jumhuriya al-Arabiya al-Libiya (República Árabe Líbia), e a bandeira é remodelada, assimilando-se a Revolta Árabe.

### 1972–1977
Em 1972, a Líbia adere à Federação das Repúblicas Árabes, mudando sua bandeira, tornando-a parecida com a do Egito e da Síria.

### 1977–2011
Uso da bandeira monocromática verde, cor símbolo do Islã. Foi considerada a bandeira mais simples do planeta.

### 2011–atualmente
Rebeldes voltaram a usar bandeira da Monarquia (1951-1969).

1951-1969/2011-presente
1969-1972
1972-1977
1977-2011

## Outras Bandeiras

Bandeira do rei Idris I (1951-1969)
Bandeira Naval (1972-1977)
Bandeira Naval (1977-2011)
Bandeira Naval